# De Havilland Gipsy Moth
de Havilland DH.60G Gipsy Moth var en version av flygplanet DH.60 Moth med en de Havilland Gipsy I-motor. De övriga modellerna hade en Blackburn Cirrus-motor.
Den första de Havilland Moth flög den 22 februari 1925. År 1929 kostade en Moth 650 brittiska pund, vilket gjorde flygplanet attraktivt för många. Flygplanet användes i ett antal rekordflygningar.
Den brittiska kvinnliga flygaren Amy Johnson flög sin Moth (G-AAAH "Jason") 17 700 km till Australien. Jean Batten använde en Gipsy Moth i sina tidiga flygningar (G-AALG som ursprungligen hade ägts av prinsen av Wales) i sina Storbritannien-till-Indien och (G-AARB) Storbritannien-till-Australien -flygningars returresor.

## Varianter
- DH.60 Moth: 113 tillverkade exemplar
- DH.60G Gipsy Moth: 688
- DH.60G III Moth och Moth Major: 113
- DH.60M Moth: 753
- DH.60T Moth Trainer: 64
- DH.60X Moth: 338

## Militära användare
- Brasilien
- Chile
- Danmark
- Egypten
- Finland
- Irak
- Irland
- Kanada
- Kina
- Norge
- Nya Zeeland
- Rumänien
- Spanien
- Storbritannien (RAF, flottans flyg)
- Sverige
- Sydafrika

## Användning i Finland
Flygbolaget Aero Oy och flygplanstillverkarna bröderna Karhumäki finns bland Mothanvändarna i Finland. Den finländska flygplanstillverkaren Valtion lentokonetehdas erhöll licens för att tillverka exportmodellen D.H.60X den 31 mars 1928 och man tillverkade sammanlagt 21 flygplan, av vilka 18 gick till det finländska flygvapnet. De första 7 levererades i februari-mars 1929 och den andra serien om 11 flygplan ett år senare. L. & I. Nylund donerade en 60X Moth till flygavpnet den 24 oktober 1939. En 60X Moth rekviderades den 20 oktober 1939 och köptes den 17 oktober 1941. Ytterligare en 60G Moth rekviderades av flygvapnet mellan den 23 december 1939 och den 10 juli 1940 och köptes senare upp. I slutet av 1940 hade man köpte man en 60X och en 60X Moth rekviderades mellan den 15 november 1939 och den 1 november 1940.
Två Mothplan kom att förstöras i krigen, ett 1939 och ett 1943 - båda förstördes vid bombning av flygfält.
Mellersta Finlands flygmuseum visar upp en Moth, som bär beteckningen OH-EJA, "Jurre".